# Prix Helmholtz
Ne doit pas être confondu avec Médaille Helmholtz.
Le prix Helmholtz est décerné tous les deux ou trois ans à des scientifiques européens pour la recherche scientifique et technologique en métrologie. Il est doté de 20 000 euros.

## Domaines d'attribution
Depuis 1973, le Fonds Helmholtz décerne ce prix tous les deux ans à des scientifiques européens pour des mesures de précision en physique, chimie et médecine. Sa création a été annoncée à l'occasion du 60e anniversaire du Fonds Helmholtz. Depuis 1987, avec le soutien de l'Association des donateurs pour la promotion de la science et des sciences humaines en Allemagne, il a été décerné tous les trois ans à plusieurs lauréats dans les catégories "mesure de précision des grandeurs physiques" et "technique de mesure en médecine et protection de l'environnement". En 1996, il a également accordé le prix "informatique et mathématiques en métrologie". Depuis 2001, les deux organismes cités ne décernent qu'un seul prix tous les deux ans pour la métrologie. Les travaux doivent avoir été créés en Europe ou en coopération avec des scientifiques allemands.

## Fonds Helmholtz
Le Fonds Helmholtz, une association à but non lucratif, a été fondé en 1913 par des membres du conseil d'administration de l'ancien Physikalisch-Technische Reichsanstalt (PTR) renommé Physikalisch-Technische Bundesanstalt. En reconnaissance de ses grands mérites dans le domaine de la métrologie physique et des efforts inlassables déployés avec Werner von Siemens pour fonder le PTR  en 1887, ce fonds a été nommé en l'honneur de Hermann von Helmholtz. Parmi les fondateurs du Fonds Helmholtz, on compte Albert Einstein, Carl von Linde, Walter Nernst, Max Planck, Wilhelm Conrad Röntgen et Wilhelm Wien. Son but est de promouvoir la science et la recherche dans le domaine de la mesure de précision en génie physique.